# Nindara
Nindara je bil sumerski bog, soprog boginje Nanše. V besedilih je opisan kot "davkar morja".

## Sklica
1. ↑   Jordan, Michael (1993). Encyclopedia of gods : over 2,500 deities of the world. Internet Archive. New York: Facts on File. str. 183.
2. ↑  A balbale to Nanshe (Nanshe B): translation Arhivirano 2021-06-18 na Wayback Machine.. Electronic Text Corpus of Sumerian Literature. Pridobljeno 1. oktobra  2019.